# نايجل هافيرس
نايجل هافيرس (بالإنجليزية: Nigel Havers)‏ هو ممثل بريطاني، ولد في 6 نوفمبر 1951 بلندن في المملكة المتحدة.

## أعمال

### أفلام
- (1981) عربات النار[5]
- (1984) طريق إلى الهند[6]
- (1987) إمبراطورية الشمس[7]

### مسلسلات
- الإخوة والأخوات

## وصلات خارجية
- نايجل هافيرس على موقع IMDb (الإنجليزية)
- نايجل هافيرس على موقع ألو سيني (الفرنسية)
- نايجل هافيرس على موقع أول موفي (الإنجليزية)
- نايجل هافيرس على موقع قاعدة بيانات الأفلام السويدية (السويدية)
- نايجل هافيرس على موقع إن إن دي بي (الإنجليزية)
- نايجل هافيرس على موقع ديسكوغز (الإنجليزية)
- نايجل هافيرس على موقع قاعدة بيانات الفيلم (الإنجليزية)
- نايجل هافيرس على موقع كينوبويسك (الروسية)